# Le Caïd
Le Caïd és una òpera en dos actes composta per Ambroise Thomas sobre un llibret francès de Thomas-Marie-François Sauvage, originalment amb el títol Les Boudjous. S'estrenà a l'Opéra-Comique de París el 3 de gener de 1849.	A Catalunya s'estrena el 1864 al Teatre Principal de Barcelona.